# Un sol
Albums de Luis Miguel
Directo al corazón
(1982)
Singles
Un sol (également connu dans certains pays sous le nom de 1 + 1 = 2 enamorados) est le nom du premier album studio enregistré par l'artiste mexicain Luis Miguel ; il est sorti sur le label mexicain EMI Music en janvier 1982.

## Contexte
Une fois que la famille Gallego Basteri s'est installée à Mexico, et quelque temps plus tard, lorsque Luisito Rey a vu le potentiel de la voix de Luis Miguel à l'âge de 11 ans, il a commencé à la préparer pour l'accompagner dans certaines représentations de Luis Gallergo. L'acteur mexicain Andrés García (en) (voisin de la famille Gallego et que Luis Miguel a appelé oncle) invite Luisito Rey à se produire avec son fils au milieu d'un spectacle qu'il allait faire dans un cabaret de Ciudad Juárez, au Chihuaha et où Luis Miguel ferait ses débuts devant un public d'environ 600 personnes en chantant La Malagueña entre autres chansons accompagné de son père à la guitare ; dans ce même voyage, Luisito Rey et Luis Miguel apparaissent à la télévision dans un programme domestique du canal 44 avec le présentateur Arnoldo Cabada de la O,,.
En voyant la réaction initiale et l'acceptation du public, Luisito Rey commence à gérer et à planifier certaines des performances de son fils afin de chercher un projet musical pour commencer une carrière de chanteur.
De retour à Mexico et grâce à l'approche de Luisito Rey et de son frère José Manuel auprès du chef de la police de cette ville, Arturo Durazo Moreno, Luis Miguel a eu une entrevue avec le producteur de Televisa Mario De La Piedra et a été invité à interpréter quelques chansons lors du mariage de Paulina Lopez Portillo, fille du président du Mexique de l'époque, José Lopez Portillo, qui s'est tenu au Collège militaire ; David Stockling, Miguel Reyes et Jaime Ortiz Pino, cadres de la maison de disques EMI au Mexique, étaient présents,.

## Réalisation et promotion
Au milieu de l'année 1981 et une fois le contrat signé avec la maison de disques pour la production de deux albums, EMI et Luisito Rey (qui était déjà devenu leur représentant) ont commencé à produire l'album pour le nouvel artiste. Ils ont chargé José Enrique Okamura de produire l'album, avec des arrangements de Peque Rossino et des chansons d'auteurs très divers tels que Rubén Amado, Xavier Santos, Luisito Rey et Juan Gabriel entre autres,.
Le dimanche 17 janvier 1982, Luis Miguel a fait sa première apparition à la télévision nationale dans l'émission Siempre en Domingo avec Raúl Velasco qui a interprété les premières chansons de son premier album Hay un algo et 1+1=2 enamorados. Le jeudi 21 janvier 1982, Rosi Esquivel (attachée de presse) a présenté en première mondiale l'album Un sol dans les bureaux d'EMI au 49 rue Rio Balsas, où Luis Miguel a été présenté comme un Mexicain né dans le port de Veracruz,.
Pour la promotion de l'album, Luis Miguel est présenté dans divers programmes de télévision et de radio, comme XEW, interprétant les chansons de l'album et donnant des interviews, à la fois à Mexico et dans différentes villes de la République mexicaine, ce qui permet d'obtenir l'acceptation du public et de grandes ventes du disque.
Conformément au contrat signé entre le EMI et Luis Miguel, l'album a été diffusé dans des pays d'Amérique latine, aux États-Unis et en Espagne. Au Chili et en Argentine, cet album a été vendu sous le nom du premier single 1+1=2 enamorados. L'album a également été promu au Brésil et au Portugal, à cette fin, certaines chansons ont été enregistrées en portugais,.

## Liste de titres
Adapté d'AllMusic.
| Un sol | Un sol                    | Un sol                                         | Un sol | Un sol | Un sol | Un sol | Un sol | Un sol | Un sol |
| No     | Titre                     | Auteur                                         | Durée  |        |        |        |        |        |        |
| ------ | ------------------------- | ---------------------------------------------- | ------ | ------ | ------ | ------ | ------ | ------ | ------ |
| 1.     | « 1+1=2 enamorados »      | Rubén Amado, Javier Santos                     | 3:35   |        |        |        |        |        |        |
| 2.     | « Amor de escuela »       | Octavio                                        | 3:08   |        |        |        |        |        |        |
| 3.     | « Tomemos los patines »   | Maurizio Fabrizio, Riccardo Fogli, Guido Morra | 3:10   |        |        |        |        |        |        |
| 4.     | « Hay un algo »           | Luisito Rey                                    | 3:19   |        |        |        |        |        |        |
| 5.     | « Lo que me gusta »       |                                                | 2:47   |        |        |        |        |        |        |
| 6.     | « Balada para mi abuela » | King Clave                                     | 2:45   |        |        |        |        |        |        |
| 7.     | « Mentira »               | Juan Gabriel                                   | 2:54   |        |        |        |        |        |        |
| 8.     | « El tiempo »             | Luisito Rey                                    | 2:50   |        |        |        |        |        |        |
| 9.     | « Adolescente soñador »   | Rubén Amado, Javier Santos                     | 3:01   |        |        |        |        |        |        |
| 27:29  |                           |                                                |        |        |        |        |        |        |        |

### Version en portugais
Toutes les versions ont été adaptées par Carlos Colla.
| # | Titre                                           | Compositeurs                | Durée |
| - | ----------------------------------------------- | --------------------------- | ----- |
| 1 | 1 + 1 = Dois Apaixonados (1 + 1 = 2 Enamorados) | Rubén Amado y Javier Santos | 3:35  |
| 2 | O Que Eu Gosto (Lo Que Me Gusta)                | Juan Gabriel                | 2:47  |
| 3 | Mentira                                         | Juan Gabriel                | 2:54  |
| 4 | Amor de Escola (Amor de Escuela)                | Octavio                     | 3:08  |

### Singles
- 1+1=2 enamorados
- Mentira
- Amor de escuela